# Lonchocarpus capassa
Lonchocarpus capassa là một loài thực vật có hoa trong họ Đậu. Loài này được Rolfe miêu tả khoa học đầu tiên.